# 1345
1345 (MCCCXLV) a fost un an obișnuit al calendarului iulian, care a început într-o zi de luni.

## Evenimente
- 1 ianuarie: Căsătoria dintre Ludovic (viitorul Ludovic al VI-lea), fiul împăratului romano-german Ludovic al IV-lea, și Cunigunda, prințesă lituaniană.
- 11 ianuarie: Revoltă populară la Savona, în apropiere de Genova.
- 17 ianuarie: Turcii atacă Smyrna (ocupată anul anterior de către creștini); conducătorul cruciat Martino Zaccaria este decapitat.
- 27 martie: Jean de Montfort fuge în Anglia, unde aduce omagiu regelui Eduard al III-lea.
- 22 aprilie: Bătălia de la Gamenario (la sud-est de Torino): orașele lombarde înfrâng trupele angevine.
- 17 iunie: Charles de Blois este înfrânt de către englezii conduși de Thomas Dagworth în apropiere de Josselin, în Bretagne.
- 7 iulie: Bătălia de la Peritheorion: forțele lui Momcilo, conducător autonom din zona munților Rodopi, sunt zdrobite de către trupele auxiliare turcești ale lui Ioan Cantacuzino, pretendent la tronul imperial bizantin.
- 18 septembrie: Ducele de Calabria, Andrei de Ungaria, este asasinat la Aversa; regina Ioana de Neapole este acuzată de complicitate de către regele Ludovic I de Anjou al Ungariei.
- 26 septembrie: Bătălia de la Warns (Staveren): forțele olandeze ale lui Wilhelm al II-lea, conte de Hainaut, sunt înfrânte de către frizoni; odată căzut în luptă Wilhelm, familia conducătoare a Olandei se stinge, iar Olanda, Zeelanda și Hainaut trec în moștenirea împăratului Ludovic al IV-lea și a dinastiei de Bavaria.
- 21 octombrie: Bătălia de la Auberoche: trupele engleze din Gasconia înfrâng pe francezi.

### Nedatate
- mai: Conduși de Umur Bey, turcii debarcă în Balcani și devastează teritoriul bulgar.
- mai: Revoltă a țesătorilor flamanzi din Gand și Bruges.
- iulie-august: Zeloții din Salonic asasinează mai mulți aristocrați bizantini.
- decembrie: Englezii ocupă Aiguillon, în Gasconia.
- Criză economică în Europa, provocată de falimentul unor bănci din Florența.
- Emiratul de Karasi este cucerit de turcii otomani, care pătrund în Dardanele.
- Reformă municipală în Castilia: regele Alfons al XI-lea instalează așa-numiții regidores, consilieri numiți viager.

## Arte, științe, literatură și filozofie
- La Verona, Francesco Petrarca descoperă "Scrisorile către Atticus" ale lui Cicero.

## Nașteri
- 31 octombrie: Regele Ferdinand I al Portugaliei (d. 1383)
- Carol al III-lea, rege al Neapolelui (1345-1386), (d. 1386)
- Wratislaw al VI-lea, duce de Pomerania (d. 1394)
- Magnus I de Mecklemburg-Schwerin (d. 1384)
- Paolo di Giovanni Fei, pictor italian (d. 1411)

## Decese
- 17 ianuarie: Martino Zaccaria, amiral italian și conducător cruciat (n. ?)
- 29 martie: Ubertino da Carrara, conducător al Padovei (n. 1264)
- 14 aprilie: Richard Aungerville (aka Ricahrd de Bury), scriitor și episcop englez (n. 1287)
- 24 iulie: Jacob van Artevelde, conducător al răscoalei din Flandra (n. 1290)
- 16 septembrie: Ioan al IV-lea, duce de Bretagne (n. 1295)
- 18 septembrie: Andrei de Ungaria, duce de Calabria (n. 1327)
- 26 septembrie: Guillaume al II-lea, conte de Hainaut (n. ?)
- 26 septembrie: Jean de Montfort, pretendent la ducatul de Bretagne (n. 1295)

- Pietro da Rimini, pictor italian (n. ?)